# 보상금증감청구소송
보상금증감청구소송은 토지수용위원회의 재결의 내용 중 보상금에 대해서만 이의가 있는 경우에 보상금의 증액 또는 감액을 청구하는 소송이다. 형식적 당사자소송이다. 공익사업법 제85조 2항은 "...당해 소송을 제기하는 자를, 사업시행자인 때에는 토지소유자 또는 관계인을 각각 피고로 하여야 한다"고 규정하고 있다.

## 참고 문헌
- p 585, 정선균, Law School 행정법 액기스 연습, 2013.